# Trương Vĩ Lệ
Trương Vĩ Lệ (tiếng Trung: 张伟丽; bính âm: Zhāng Wěi Lì; tiếng Latinh: Zhang Weili; biệt danh tiếng Anh: Weili Magnum Zhang hay Magnum) sinh ngày 13 tháng 8 năm 1989, là một võ sĩ tổng hợp (MMA) người Trung Quốc. Cô là cựu nhà vô địch strawweight của Kunlun Fight (KLF); hiện đang thi đấu strawweight tại Ultimate Fighting Championship (UFC), đồng thời là là nhà vô địch strawweight nữ của UFC với thành tích 22 – 1, đang chỉ thua một trận.
Năm 2019, Trương Vĩ Lệ là nhà vô địch người Trung Quốc đầu tiên trong lịch sử Ultimate Fighting Championship. Tính đến ngày 9 tháng 3 năm 2020, cô đứng thứ hai trong Bảng xếp hạng Ultimate Fighting Championship toàn diện (pound for pound).

## Xuất thân và niên thiếu
Trương Vĩ Lệ sinh ra ở địa cấp thị Hàm Đan, tỉnh Hà Bắc, Trung Quốc. Từ bé, cô chịu ảnh hưởng văn hóa hướng về võ thuật, vì quê hương là nơi sinh ra của Thái Cực Dương Dân (杨氏太极), một môn phái nhánh của Thái Cực quyền. Sau đó, cô và gia đình chuyển đến Bắc Kinh, đã làm các công việc đời thường phục vụ cuộc sống như: thu ngân tại một siêu thị, giáo viên mẫu giáo và nhân viên bán hàng tại khách sạn.
Cô bắt đầu tập luyện võ thuật từ khi còn nhỏ, bắt đầu với võ Thiếu Lâm sau khi cô được truyền cảm hứng từ các bộ phim kung fu. Năm 12 tuổi, cô bắt đầu tập luyện Tán thủ và một môn đấu vật kiểu Trung Quốc có tên là Suất giác (摔角). Sau đó, cô đồng thời vừa tập luyện, vừa là huấn luyện viên thể dục trong phòng tập võ thuật. Cô dành thời gian để tập luyện Brazil jiu-jitsu (BJJ) – hướng tới kỹ thuật quốc tế hóa. Sau đó cô chuyển sang MMA. Trong một chương trình truyền hình Trung Quốc vào tháng 12 năm 2019, cô đã trả lời rằng: siêu sao hành động Hồng Kông Chân Tử Đan là nguồn cảm hứng của cô để thi đấu MMA và bộ phim điện ảnh Ngòi nổ (Flashpoint) năm 2007 của Chân Tử Đan đã thúc đẩy cô theo đuổi môn thể thao MMA.

## Sự nghiệp MMA

### Thuở ban đầu
Trương Vĩ Lệ đã ra mắt MMA chuyên nghiệp vào năm 2013. Trong trận chuyên nghiệp đầu tiên, cô đã thua trước Meng Bo bởi quyết định unanimous. Sau đó, cô đã giành 11 chiến thắng liên tiếp trước khi đối đầu với Simone Duarte trong trận tranh đai vô địch strawweight nữ Kunlun Fight vào ngày 25 tháng 5 năm 2017, tại Kunlun Fight MMA 11. Cô ấy đã thắng trận đấu qua TKO ở hiệp hai, giành đai Kunlun Fight.
Trương Vĩ Lệ đã có lần bảo vệ đai đầu tiên trước Aline Sattelmayer vào ngày 1 tháng 6 năm 2017, tại Kunlun Fight MMA 12, chiến thắng cuộc chiến bằng unanimous.
Vào ngày 22 tháng 7 năm 2017, Trương Vĩ Lệ đã thắng trận với Seo Ye-dam (서 예 담) bằng TKO ở hiệp hai, giành đai vô địch strawweight Top FC tại TOP FC 15.
Trong trận đấu tiếp theo, Trương Vĩ Lệ đã có lần bảo vệ đai Kunlun Fight thứ hai vào ngày 28 tháng 8 năm 2017, tại Kunlun Fight MMA 14 trước Marilia Santos. Cô đã thắng trận đấu qua TKO ở hiệp hai.
Ngày 3 tháng 8 năm 2017, cô sẽ tham gia trận cuối cùng ở Kunlun Fight, đối đầu Bianca Sattelmayer, chiến thành submission ở hiệp một, tích lũy kỷ lục 16 – 1. Sau đó, cô rời Kunlun Fight, ký kết hợp đồng để tham gia giải đấu lớn nhất thế giới: UFC.

### Ultimate Fighting Championship
Trương Vĩ Lệ đã có màn ra mắt Ultimate Fighting Championship vào ngày 4 tháng 8 năm 2018, tại UFC 227 trước Danielle Taylor. Cô đã thắng trận unanimous sau ba hiệp.
Vào ngày 24 tháng 11 năm 2018, Trương Vĩ Lệ đối mặt với Jessica Aguilar tại UFC Fight Night: Blaydes vs. Ngannou 2. Cô ấy đã giành chiến submission, khóa tay trong hiệp một. Trương Vĩ Lệ đối mặt với Tecia Torres vào ngày 3 tháng 3 năm 2019, tại UFC 235. Cô tiếp tục thắng unanimous.
Ngày 31 tháng 8 năm 2019, Trương Vĩ Lệ đã đối mặt với Jéssica Andrade trong trận tranh đai vô địch strawweight nữ UFC, tại UFC Fight Night: Andrade vs. Zhang. Cô đã giành chiến thắng TKO ngay trong hiệp đầu tiên và trở thành nhà vô địch nữ strawweight UFC mới. Chiến thắng này cũng mang lại cho cô giải thưởng Performance of the Night đầu tiên của cô.
Ngày 7 tháng 3 năm 2020 Trương Mĩ Lệ tham trận đối đầu với cựu vô địch strawweight UFC Joanna Jędrzejczyk tại UFC 248 để bảo vệ đai. Trương Vĩ Lệ đã dành thời gian sang Thái Lan huấn luyện dưới sự giúp đỡ của huyền thoại Muay Thái Saenchai và sau đó chuyển đến Dubai thi đấu do đại dịch COVID-19. Thời điểm nay, vì các quy tắc của TSA quy định rằng một cuộc cách ly hai tuần được áp dụng đối với bất kỳ công dân không phải là người Hoa Kỳ được nhập cảnh vào Hoa Kỳ nếu đã ở Trung Quốc trước đó. Sau nhiều lần thất bại trong việc xin thị thực Hoa Kỳ để tham gia các sự kiện của UFC tại Hoa Kỳ, mãi đến ngày 19 tháng 2 năm 2020, Trương Vĩ Lệ đã được cấp thị thực Hoa Kỳ để tham trận UFC 248. Cô đã giành chiến thắng trước oanna Jędrzejczyk bằng split decision của các trọng tài, đây là lần đầu tiên cô bảo vệ thành công đai UFC Strawweight. Chiến thắng này cũng đánh dấu giải thưởng Fight of the Night đầu tiên của cô. Cả hai vận động viên gặp nhiều chấn thương, do đó đều bị đình chỉ thi đấu trong hai tháng cho ngày 22 tháng 4 để hồi phục cơ thể.

## Thành tích

### MMA
Ultimate Fighting Championship
- Nhà vô địch Strawweight nữ UFC (một lần, hiện tại),[24] một lần bảo vệ danh hiệu thành công.
- Nhà vô địch người Trung Quốc đầu tiên trong lịch sử UFC.
- Fight of the Night (01) đấu vs. Joanna Jędrzejczyk,[32] Performance of the Night (01) vs. Jéssica Andrade.[25]

Kunlun Fight: Nhà vô địch strawweight nữ KLF (01), hai lần bảo vệ danh hiệu thành công, nhà vô địch strawweight FC (01).
MMAJunkie.com: trận của tháng 3 năm 2020 vs. Joanna Jędrzejczyk.

### Giải thưởng khác
Trương Mĩ Lệ được trao tặng vòng tròn hữu nghị từ Hawaii bởi Đại biểu Hạ viện Hoa Kỳ đại diện cho Hawaii là Tulsi Gabbard.

## Thống kê
| Thống kê thành tích chuyên nghiệp |          |        |
| 22 trận                           | 21 thắng | 1 thua |
| Bằng knockout                     | 10       | 0      |
| Bằng submission                   | 7        | 0      |
| Bằng quyết định trọng tài         | 4        | 1      |

| KQ    | Chỉ số | Đối thủ                | Dạng                       | Sự kiện                                | Ngày                 | Hiệp | Giờ  | Địa điểm    | Ghi chú                                                 |
| ----- | ------ | ---------------------- | -------------------------- | -------------------------------------- | -------------------- | ---- | ---- | ----------- | ------------------------------------------------------- |
| Thắng | 21 –1  | Joanna Jędrzejczyk     | Decision (split)           | UFC 248                                | 7 tháng 3 năm 2020   | 5    | 5:00 | Las Vegas   | Bảo vệ đai nữ UFC Strawweight. Fight of the Night.      |
| Thắng | 20–1   | Jéssica Andrade        | TKO (gối và đấm)           | UFC Fight Night: Andrade vs. Zhang     | 31 tháng 8 năm 2019  | 1    | 0:42 | Thâm Quyến  | Tranh đai nữ UFC Strawweight. Performance of the Night. |
| Thắng | 19–1   | Tecia Torres           | Decision (unanimous)       | UFC 235                                | 2 tháng 3 năm 2019   | 3    | 5:00 | Las Vegas   |                                                         |
| Thắng | 18–1   | Jessica Aguilar        | Submission (khóa tay)      | UFC Fight Night: Blaydes vs. Ngannou 2 | 24 tháng 11 năm 2018 | 1    | 3:41 | Bắc Kinh    |                                                         |
| Thắng | 17–1   | Danielle Taylor        | Decision (unanimous)       | UFC 227                                | 4 tháng 8 năm 2018   | 3    | 5:00 | Los Angeles |                                                         |
| Thắng | 16–1   | Bianca Sattelmayer     | Submission (khóa tay)      | Kunlun Fight 2017                      | 3 tháng 10 năm 2017  | 1    | 3:29 | Seoul       | Catchweight (119 lbs) bout.                             |
| Thắng | 15–1   | Marilia Santos         | TKO (chỏ)                  | Kunlun Fight 2017                      | 28 tháng 8 năm 2017  | 2    | 3:20 | Yên Đài     | Bảo vệ KLF Strawweight Championship.                    |
| Thắng | 14–1   | Ye Dam Seo             | TKO (gối và đấm)           | Top FC 15                              | 22 tháng 7 năm 2017  | 2    | 1:35 | Seoul       | Tranh đai Top FC Strawweight Championship.              |
| Thắng | 13–1   | Aline Sattelmayer      | Decision (unanimous)       | Kunlun Fight 2017                      | 1 tháng 6 năm 2017   | 3    | 5:00 | Yên Đài     | Bảo vệ đai KLF Strawweight Championship.                |
| Thắng | 12–1   | Simone Duarte          | TKO (đấm)                  | Kunlun Fight 2017                      | 25 tháng 5 năm 2017  | 1    | 2:29 | Tế Ninh     | Won the KLF Strawweight Championship.                   |
| Thắng | 11–1   | Nayara Hemily          | Submission (khóa cổ ngược) | Kunlun Fight 2017                      | 25 tháng 2 năm 2017  | 1    | 0:41 | Tam Á       |                                                         |
| Thắng | 10–1   | Veronica Grenno        | TKO (đầu gối)              | Kunlun Fight 2017                      | 2 tháng 1 năm 2017   | 1    | 1:50 | Tam Á       |                                                         |
| Thắng | 9–1    | Karla Benitez          | KO (đấm)                   | Kunlun Fight 2016                      | 15 tháng 12 năm 2016 | 1    | 2:15 | Bắc Kinh    |                                                         |
| Thắng | 8–1    | Maira Mazar            | Submission (khóa cổ)       | Kunlun Fight 2016                      | 24 tháng 9 năm 2016  | 1    | 4:11 | Bắc Kinh    |                                                         |
| Thắng | 7–1    | Emi Fujino             | TKO (y tế)                 | Kunlun Fight 2016                      | 7 tháng 8 năm 2016   | 2    | 2:51 | Tokyo       |                                                         |
| Thắng | 6–1    | Liliya Kazak           | KO (đá)                    | [Kunlun Fight 2016                     | 10 tháng 7 năm 2016  | 2    | 4:13 | Nam Kinh    |                                                         |
| Thắng | 5–1    | Alice Ardelean         | Submission (khóa cổ)       | Kunlun Fight 2016                      | 22 tháng 5 năm 2016  | 2    | 4:41 | Seoul       |                                                         |
| Thắng | 4–1    | Svetlana Gotsyk        | TKO (đấm)                  | Kunlun Fight 2016                      | 21 tháng 2 năm 2016  | 2    | 2:29 | Pattaya     | Strawweight debut.                                      |
| Thắng | 3–1    | Samantha Jean-Francois | TKO (đấm)                  | Kunlun Fight 35                        | 19 tháng 12 năm 2015 | 1    | 3:37 | Lạc Dương   |                                                         |
| Thắng | 2–1    | Mei Huang              | Submission (khóa cổ)       | Chinese Kung Fu Championships          | 27 tháng 10 năm 2014 | 1    | 0:40 | Trung Quốc  | Catchweight (132 lbs) bout.                             |
| Thắng | 1–1    | Shuxia Wu              | Submission (tay)           | Chinese Kung Fu Championships          | 17 tháng 4 năm 2014  | 1    | 1:56 | Trung Quốc  | Catchweight (132 lbs) bout.                             |
| Thua  | 0–1    | Meng Bo                | Decision (unanimous)       | China MMA League                       | 9 tháng 11 năm 2013  | 2    | 5:00 | Hứa Xương   |                                                         |